# 勒滕山
66°55′S 51°3′E / 66.917°S 51.050°E
勒滕山是南極洲的山峰，位於恩德比地，屬於圖拉山脈的一部分，處於斯托勒山以南2公里，該山峰根據澳大利亞探險隊拍攝的空中照片被繪入地圖。